# آزادراه ۱۳ (آلمان)
آزادراه ۱۳ (آلمانی: Bundesautobahn 13) بزرگراهی در شرق آلمان است. طول این بزرگراه ۱۹۶ کیلومتر می‌باشد. این آزادراه برلین را به درسدن وصل می‌نماید. جهت این بزرگراه محور شمال-جنوب و برعکس است.